# Louis Habert de Montmor
Pour les articles homonymes, voir Habert.
Louis Habert de Montmor (né à Paris vers 1644, mort à Montpellier le 23 janvier 1695), ecclésiastique, fut évêque d'Elne-Perpignan de 1680 à 1695.

## Biographie
Louis Habert est le troisième fils Henri Louis Habert de Montmor et de Marie-Henriette de Buade de Frontenac et le petit-neveu de Pierre Habert de Montmor, évêque de Cahors. Son père conseiller au Parlement de Paris est également homme de lettres et membre de l'Académie française comme deux de ses cousins Philippe Habert et Germain Habert.
Destiné à l'Église, il est nommé 109e évêque d'Elne et 14e évêque de Perpignan en 1680, confirmé le 12 janvier 1682, il est consacré dans la chapelle du Val de Grâce en avril suivant par François Bouthillier de Chavigny l'évêque de Troyes. Il ne participe pas à l'Assemblée du clergé de 1682 à Paris ni à la déclaration des Quatre articles à l'origine du l'affaire de la régale entre le royaume de France et le Saint-Siège car il a gagné immédiatement son diocèse. En 1684 il obtient en commende l'abbaye Saint-Michel-de-Cuxa. Il meurt à Montpellier le 23 janvier 1695.